# Stade Hélitas
Le stade Hélitas est un stade multi-sports de la ville de Caen situé avenue Albert-Sorel. Il tire son nom du préfet Maurice Hélitas qui a décidé de la construction de l'enceinte. Il est d'abord dénommé le stade départemental et prend la suite du parc des sports de Venoix qui accueillait jusqu'alors les compétitions d'athlétisme et de rugby. Il prend son nom actuel après une délibération de la société qui gère l'enceinte le 30 décembre 1925.
Il dispose d'une piste d'athlétisme de 400 mètres, d'un terrain en herbe, d'un gymnase (salle Rufa), de courts de tennis et d'un skatepark.
Jusqu'en 2017, les clubs de l'Ovalie caennaise et le Stade Caennais Rugby Club y jouaient leurs matchs à domicile. Le Caen Athlétic Club y est toujours le club résident.

## Historique
Le stade est construit en 1923 sur un terrain de jeu de paume ouvert en 1899. Le conseil général du Calvados devait s'occuper de la construction de l'enceinte, mais son président Henry Chéron refuse d'engager des fonds. C'est donc grâce au préfet Maurice Hélitas et au produit des œuvres de guerre de la ville que la construction peut être financée. Le comité auxiliaire de ravitaillement civil alloue une subvention de 300 000 francs en août 1921 pour  « la création d'un stade à Caen pour assurer le développement de la culture physique de la jeunesse ». Les plans définitifs sont entérinés en octobre 1922. Le stade coûte un million de francs de l'époque. La première phase des travaux se termine en avril 1923. Les premiers courts de tennis sont ouverts à la Pâques 1924.
Le stade est construit en forme d'ellipse et comprend plusieurs terrains : pour le football, le rugby et le hockey. La pelouse du stade est entourée d'une piste cendrée. Le stade est dès l'origine équipé de vestiaires, de douches, de salles de réunion et d'un buffet.
Un gymnase de 45 mètres sur 20 est construit derrière la tribune principale de 1 200 places. Il est équipé d'un parquet afin que les joueurs de tennis puissent pratiquer l'hiver, de vestiaires, d'un cabinet médical, de salles de massage et d'une salle de réunion.
La première compétition d'athlétisme se déroule le week-end du 7/8 juillet 1923.
Le stade est inauguré le 20 juillet 1924 avec un défilé des sociétés sportives départementales, des épreuves d'athlétisme et un récital devant près de 20 000 personnes.

## Évolution de l'enceinte
La tribune principale est construite en juin 1924 peu avant l'inauguration. On construit ensuite des courts couverts de tennis de 40 mètres sur 18 et de 15 mètres de hauteur. En septembre 1925, de nouveaux courts en extérieur sont ouverts.
En 1928, on détruit le cinéma l'Omnia afin d'agrandir le stade et d'y construire de nouveaux courts de tennis.
Le 3 octobre 2007, un skate-park est inauguré.
En 2017, la municipalité de Caen engage un vaste chantier visant à mettre le stade aux normes pour accueillir des compétitions d'athlétisme de niveau national. 

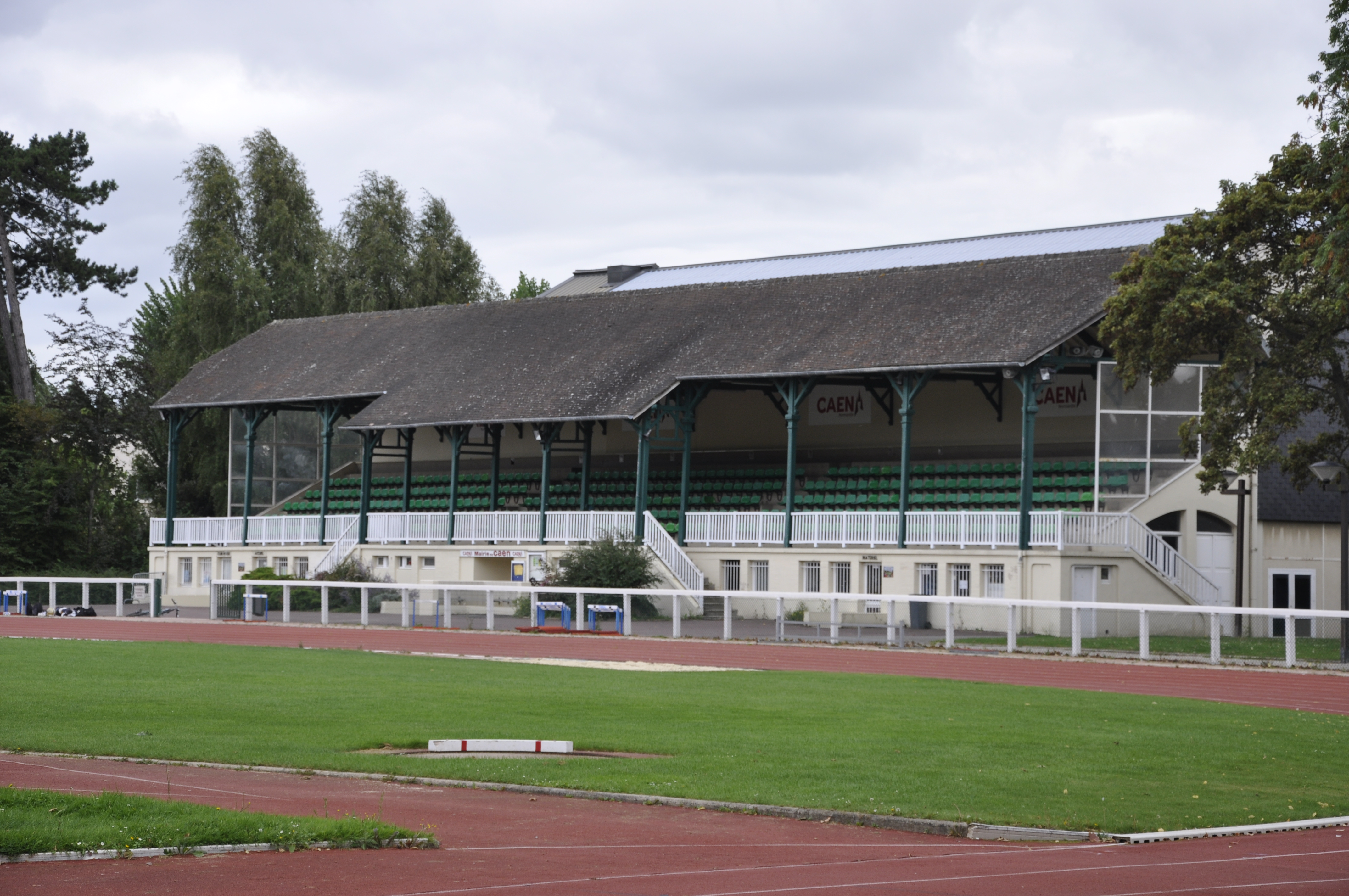
Tribune du stade Hélitas.
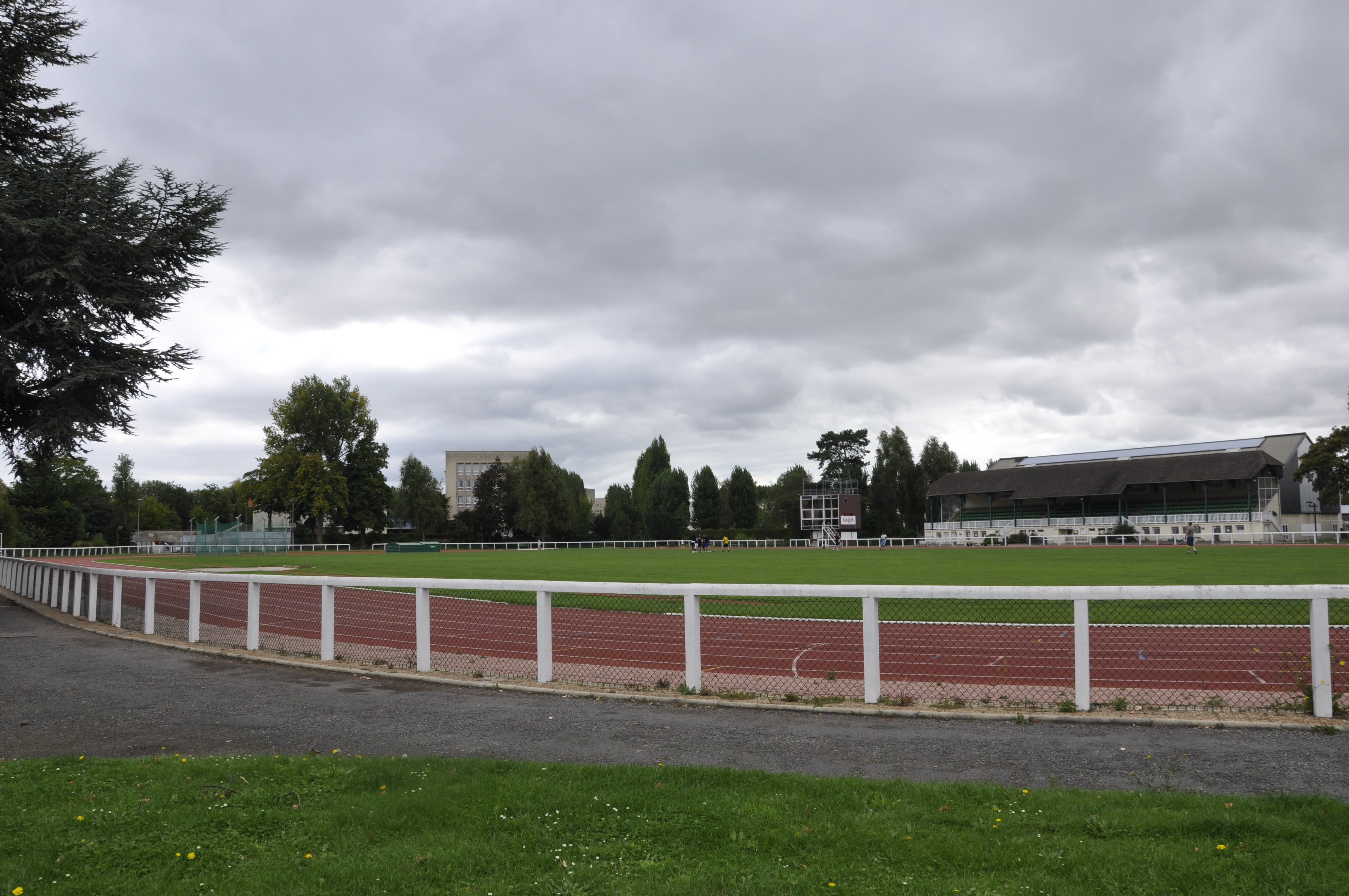
Vue d'ensemble du terrain.
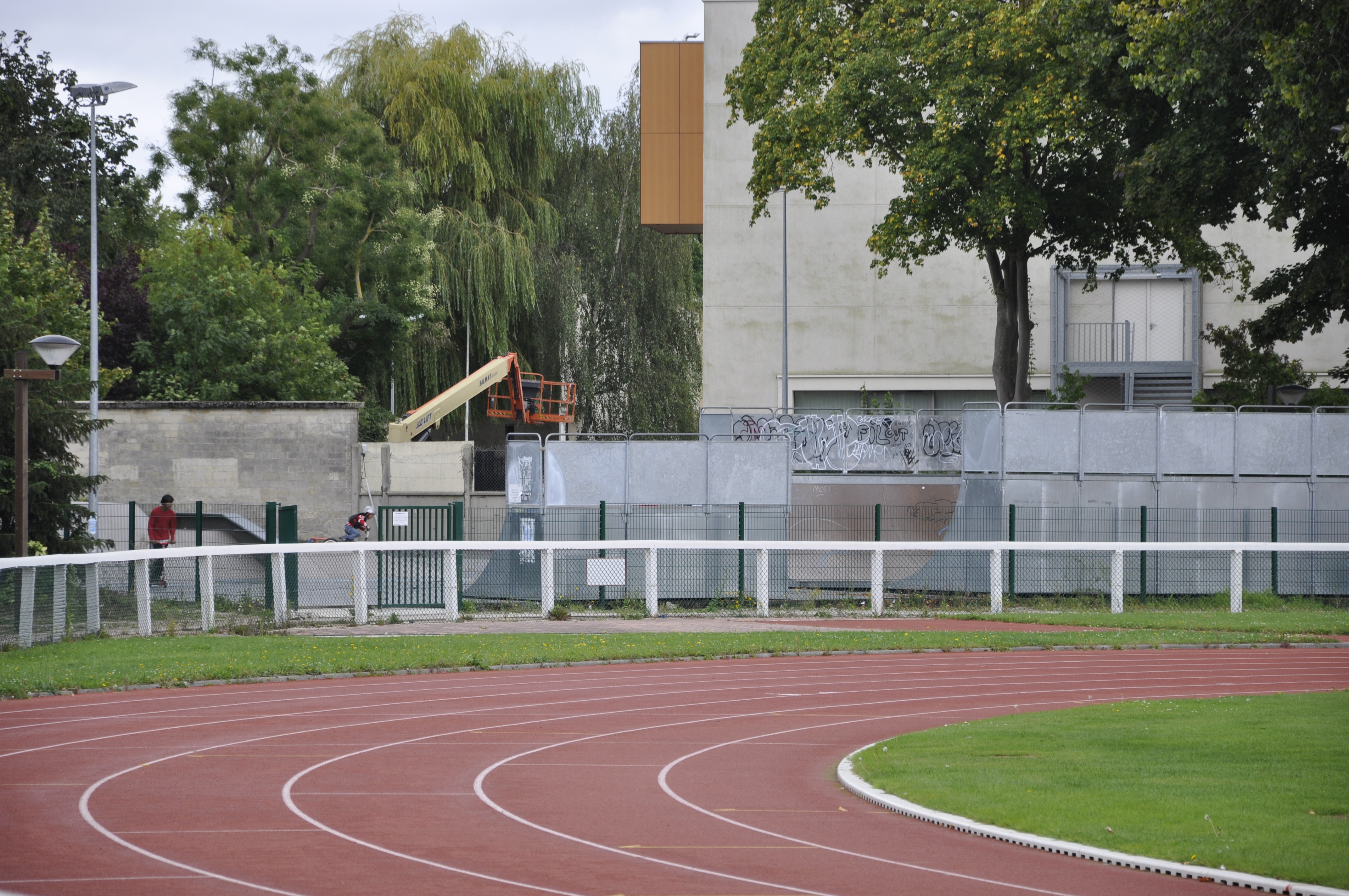
Skate-park du stade.

## Utilisation

### Rugby
L'Ovalie caennaise y dispute ses rencontres depuis sa création en 2003, jusqu'en 2017.
Le Stade Caennais Rugby Club (fédérale 3) y est de retour lors des saisons 2015-2016 et 2016-2017

### Athlétisme
Le stade est utilisé par le Caen Athlétic Club.

### Tennis
En 1926, le Tennis club de Caen s'installe au stade Hélitas et devient le Tennis Club Stade Hélitas.

### Boxe
Le 7 novembre 1964, un match de boxe est organisé dans le gymnase entre Sugar Ray Robinson et Jean-Baptiste Rolland.